# Constantin Efremov
 (mars 2015).
Constantin Loukitch Efremov (en russe : Константин Лукич Ефремов ; né le 15 mai 1910 dans le gouvernement de Toula et exécuté à Berlin en 1943 ou 1945) est un espion soviétique, capitaine du GRU, directeur de la branche hollandaise du réseau Orchestre rouge de 1937 à 1942.
Ses pseudonymes : Jernström, Bordo, Pascal.

## Biographie
Fils de paysans du gouvernement de Toula, Constantin Loukitch Efremov fait des études, entre à la Rabfak (Рабочий факультет, Rabotchiy fakoultet, "Faculté des Travailleurs" ) de Toula, puis à  l'Institut Mendeleïev de Chimie et Technologie de Moscou (qui sera appelée ultérieurement « Académie de la guerre chimique » ). Il en sort en 1937 avec le grade de sous-lieutenant, et est recruté par le 4° bureau du GRU (département traitant le renseignement technico-militaire).
Il poursuit sa formation à l'École centrale de formation des cadres de l’armée, devient émérite en langue allemande .
Il est envoyé en mission à l’Ouest. Il passe par Odessa, Budapest (où il reçoit un passeport finlandais), Berne, Paris, et arrive à Bruxelles en septembre 1939.
Il s’inscrit à l’Institut Polytechnique de Bruxelles sous le nom de Erik Jernström, sujet finlandais né en 1911 à Vaasa, et vivant depuis 1932 aux USA. Il mène la vie d’un modeste étudiant, reçoit de modiques sommes d’argent et du courrier des USA («envois de sa famille», en fait de l’ambassade soviétique à Washington, siège d’une résidence du GRU) . Sa mission est de recueillir des renseignements sur les armes chimiques élaborées à l’Ouest, et en particulier en Allemagne; il reçoit ces informations d’un industriel belge (resté inconnu) , que la mission commerciale soviétique à Bruxelles lui a fait connaître.
Quand débute la Deuxième Guerre mondiale (1er septembre 1939), la mission d’Efremov est élargie : il doit recueillir toutes informations pouvant concerner  l’Union Soviétique (qui a par ailleurs conclu le 28 août 39 un pacte germano-soviétique de non agression avec le III° Reich). Efremov est nommé chef du réseau hollandais d’espionnage soviétique, qui reçoit le nom de "Pascal".
La branche hollandaise du vaste réseau appelé Orchestre rouge par le contre-espionnage allemand est indépendante (loi du cloisonnement oblige) de la branche franco-belge voisine, régie par Leopold Trepper et Anatoli Gourevitch. Efremov a pour adjoints le couple Schneider (Franz et Germaine), Johann Wenzel, et Anton Winterink.
Le 10 mai 1940, la Belgique est envahie (Campagne des 18 jours), et l’Abwehr et la Gestapo entament sans tarder la lutte contre la résistance.

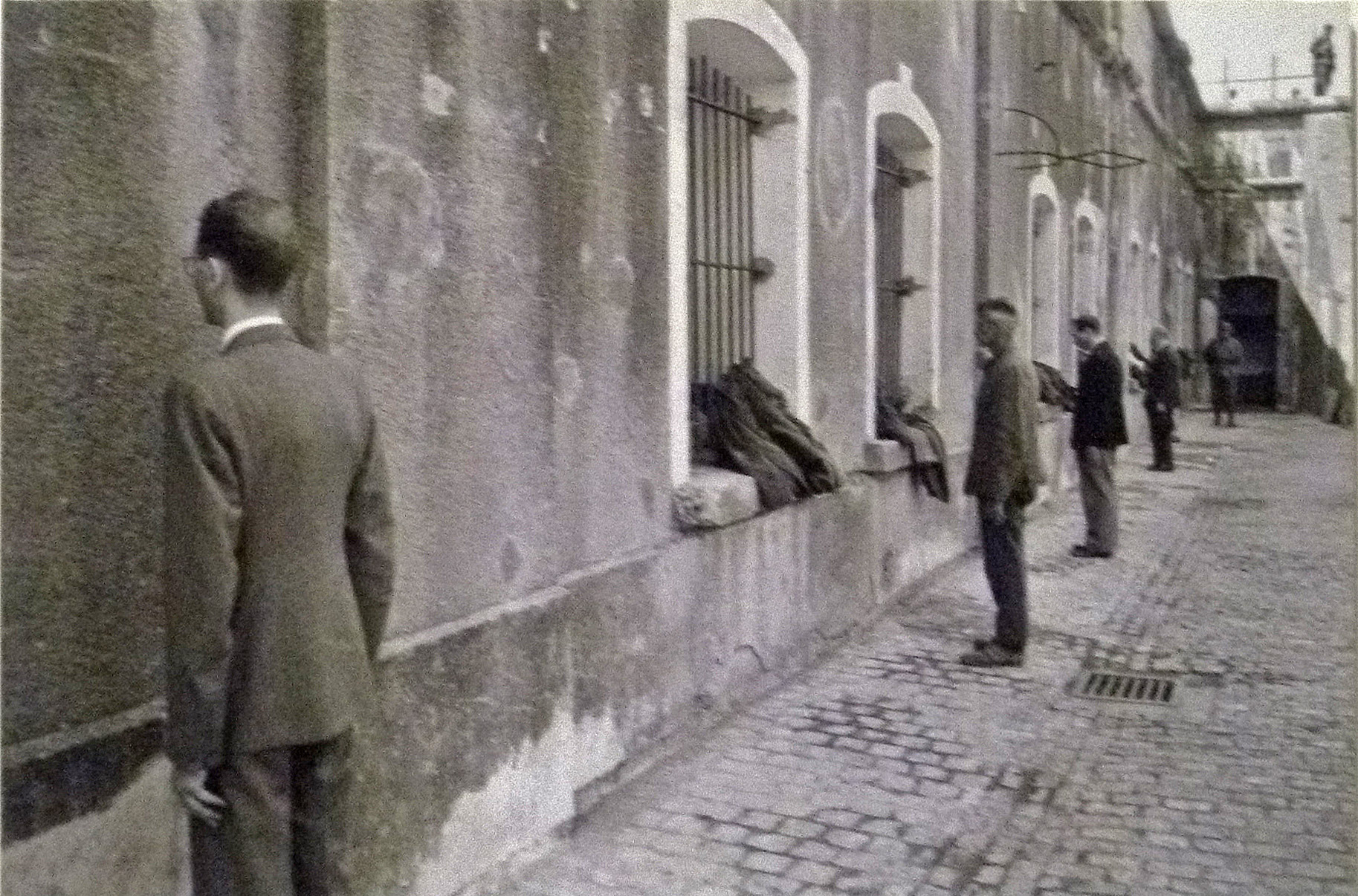
Juin 1941, fort de Breendonk : nez au mur et dans l'immobilité totale, sous l'œil des sentinelles, des suspects récemment arrêtés attendent d'être écroués (photo Musée de la Gestapo, Berlin)

Après le démembrement de la branche belge de l’Orchestre rouge (13 décembre 1941), Efremov reçoit du «Centre» (la direction du GRU à Moscou) l’ordre de reprendre les activités du réseau belge, avec Johann Wenzel comme opérateur radio .

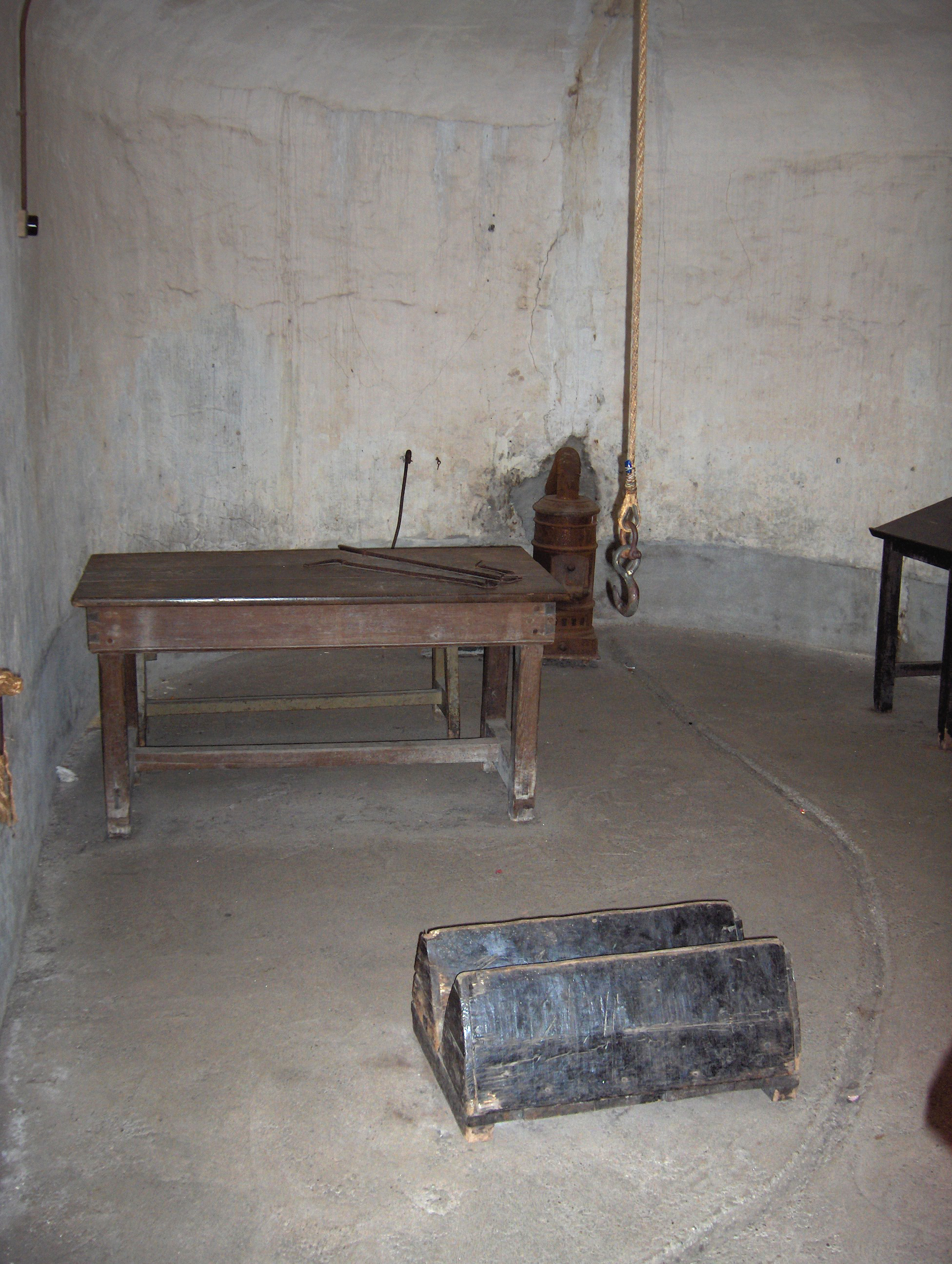
Salle de torture dans une casemate du fort de Breendonk. Noter l’ambiance médiévale ou inquisitoriale, la table du greffier, la rigole dans le sol (destinée à collecter sang et excrétas), la corde avec crochet pendant du plafond, et par terre les blocs prismatiques rappelant les accessoires du tripalium antique.

Puis l’étau se resserre autour des membres du réseau Pascal : en juillet 1942, Johann Wenzel est arrêté. Schneider demande à son ami Ernest Bomerson de cacher Efremov à son domicile, mais ce dernier est capturé alors qu’il rejoint le refuge. En novembre 1942 le bruit court dans le milieu de la résistance qu'Efremov a parlé sous la torture, qu’il collabore avec la Gestapo. Schneider est capturé.
Alors qu'ils sont tous deux emprisonnés, Efremov parvient à faire passer un message à Wenzel : « Je suis passé par l’enfer du fort de Breendonk et ai tout enduré. Je n’ai qu’un désir : revoir ma mère ».
À 34 ans Constantin L. Efremov est condamné à mort et exécuté . Sa mémoire n'a pas bénéficié d'une réhabilitation. Parmi ses adjoints du réseau Pascal : Anton Winterink a été exécuté à Bruxelles en 1944, Franz Schneider a vécu jusqu’en 1956, et Johann Wenzel jusqu’en 1969.

## Photos
- Константин Лукич Ефремов